# Austrosteenisia stipularis
Austrosteenisia stipularis är en ärtväxtart som först beskrevs av Cyril Tenison White, och fick sitt nu gällande namn av L.W. Jessup. Austrosteenisia stipularis ingår i släktet Austrosteenisia och familjen ärtväxter. Inga underarter finns listade i Catalogue of Life.